# Miedwiediew (Kraj Stawropolski)
Miedwiediew (ros. Медведев) – chutor w Rosji, w Kraju Stawropolskim, w rejonie kurskim. W 2010 liczył 449 mieszkańców.